# 新来島どっく
株式会社新来島どっく（しんくるしまどっく、英: SHIN KURUSHIMA DOCKYARD CO., LTD.）は、愛媛県今治市大西町に本社を置く造船会社である。

## 概要
本社を置く愛媛県今治市の大西工場の他、グループで愛知県、大阪府、岡山県、広島県、愛媛県、高知県、徳島県に造船所を保有している。2019年現在の新造船生産量は74万総トンで国内企業で7位の実績を誇る。自動車運搬船やケミカルタンカーなどの高付加価値船を主力としている。
来島どっく時代には、経営者の坪内寿夫のもとで独自のコスト削減などの経営手法により、愛媛県を中心に一大企業グループを築いた。1980年代の造船不況で坪内は経営から退き、新来島どっくとして再発足し、グループ会社も複数傘下を離れた。

## 事業所
- 本社・大西工場 - 愛媛県今治市大西町新町甲945番地
- 東京事務所 - 東京都港区西新橋一丁目6番15号 NS虎ノ門ビル7階
- 阪神事務所 - 大阪府大阪市北区堂島二丁目2番2号 近鉄堂島ビル16階
- 九州事務所 - 福岡県福岡市博多区店屋町4番16号 土居ビル

## 沿革
新来島どっくの前身は、1902年に設立された波止浜船渠株式会社である。波止浜船渠は、波止浜財界の手で波止浜湾の西岸にあった塩田の一角を埋め立てて設立され、当初は木造帆船を建造していた。1923年に石崎金久が社長に就任し、翌年の1924年から機械工業の設備を整え、鋼船の建造･修理に着手した。
1930年には、造船のほかに呉海軍工廠の下請工場として各種砲弾の製造を手がけるようになった。しかし、戦時の資材統制が厳しくなる中で経営が難しくなり、1940年に住友資本の傘下に入った。戦後の1945年には住友傘下より離れた。1949年5月には波止浜船渠を解散し、「来島船渠株式会社」を設立したが、12月には一時休業に追い込まれた。
1953年に坪内寿夫が有志の依頼を受け、社長に就任して業務を再開した。坪内は「船の月賦販売」という延べ払い商法によって「海上トラック」と称する内航標準船を愛媛船主向けに販売する商法で当たり、来島船渠を再建。佐世保重工業や函館どつくなどの造船会社の他、海運・金融･観光事業など様々な企業を傘下に持ち、最盛期には180社に及ぶ来島どっくグループを形成した。
しかし、1980年代の急激な円高･ドル安、三光汽船の倒産などで経営環境が悪化。1986年9月には2600億円の負債を抱えた来島どっくグループは、日本債券信用銀行の管理下に置かれた。その後グループは解体され、造船事業などは1987年に新たに設立された「株式会社新来島どっく」に事業譲渡された。旧会社は、来島興産に社名変更し1991年12月に解散した。
2000年には波止浜工場、広島工場、陸機部門を分社化。2006年には西武建設より傘下の西武造船（現：新来島宇品どっく）を買収した。2021年にサノヤスホールディングスからサノヤス造船（現：新来島サノヤス造船）の全株式を取得した。

### 年表
- 1902年 - 「波止浜船渠株式会社」として創業。
- 1930年 - 呉海軍工廠の下請指定工場となる。
- 1940年 - 住友の傘下に入る。
- 1949年
  - 5月 - 波止浜船渠株式会社が解散、「来島船渠株式会社」を設立。
  - 12月 - 一時休業に追い込まれる。
- 1953年4月 - 坪内寿夫が社長に就任し業務再開。
- 1961年 - 大西工場の建設に着手。
- 1966年6月 - 奥道後国際観光株式会社が来島船渠株式会社を合併し「来島どっく株式会社」に商号変更。川崎重工業と技術提携開始。
- 1968年 - 総合事務所を今治市波止浜から越智郡大西町（現：今治市大西町）に移転。
- 1978年 - 太平工業株式会社（現：新来島広島どっく）の経営に参加。
- 1982年 - 株式会社金指造船所（現:新来島豊橋造船）を傘下に収める。
- 1986年 - 経営危機によりグループを再建のため、日本債券信用銀行から取締役が来島どっくに派遣された。
- 1987年
  - 5月28日 - 東京都千代田区大手町二丁目2番1号に（旧）株式会社新来島どつくを資本金2,500万円で設立。
  - 9月22日 - （旧）株式会社新来島どつくの資本金を1億円に増資。
  - 10月1日 - （旧）株式会社新来島どつくの本店を東京都中央区京橋一丁目1番5号に移転し株式会社来島どっくから営業の譲渡を受ける。株式会社来島どっくは株式会社来島興産に商号変更。
  - 12月 - 株式会社来島興産が株式会社宇和島造船所・高知重工株式会社・永宝造船株式会社・太平工業株式会社・徳島造船産業株式会社・徳島船渠株式会社・株式会社吉浦造船所・株式会社鼎商事・太陽リース株式会社・鳳工業株式会社・今治鍛造株式会社・開成造船株式会社・株式会社丸二製材所を合併し、資本金を1億7,000万円から2億8,241万6,500円に増資。
- 1988年1月4日 - 株式会社来島興産の本店を愛媛県松山市三番町四丁目5番地6から愛媛県越智郡大西町大字新町甲945番地に移転。
- 1989年 - 船型研究所が完成。
- 1990年 - 傘下の関西汽船とダイヤモンドフェリーと室戸汽船を大阪商船三井船舶（現・商船三井）に譲渡。
- 1991年12月13日 - 株式会社来島興産が解散。
- 1992年
  - 3月30日 - 株式会社来島興産の清算結了。
  - 3月31日 - 資本金を1億2,500万円に増資。
- 1994年
  - 大西工場に新総合事務所完成。
  - 2月1日 - 資本金を17億3,750万円に増資。
  - 6月29日 - 株式額面変更のため、（旧）株式会社新来島どつくが（新）新来島どっく（1993年11月9日休眠会社であった愛知広告企画株式会社から商号変更）に合併し、解散。
- 2000年3月 - 波止浜工場を株式会社新来島波止浜どっく、広島工場を株式会社新来島広島どっく、陸機事業本部を株式会社新来島製作所に分社化。
- 2005年 - 大西工場　第1号ドック新造船建造開始。
- 2006年3月 - 西武造船株式会社（現:新来島宇品どっく）および宇品マリーナを西武建設（西武鉄道グループ）より買収。
- 2007年4月 - 東京本社を東京都千代田区丸の内に移転[11]。
- 2016年　- 新回流水槽試験場（新船型研究所） 竣工。
- 2012年9月 - 奥道後ゴルフ観光を買収し子会社化。
- 2021年
  - 2月28日 - サノヤスホールディングスからサノヤス造船全株式を取得し、サノヤス造船の商号を株式会社新来島サノヤス造船へ変更[12][13]。
  - 12月20日 - 大西総合事務所・大西工場を本社・大西工場に改称、東京本社を東京事務所に名称変更し東京都港区西新橋に移転[14]。

## グループ会社
- アステック（船舶木艤装工事、鉄構事業）

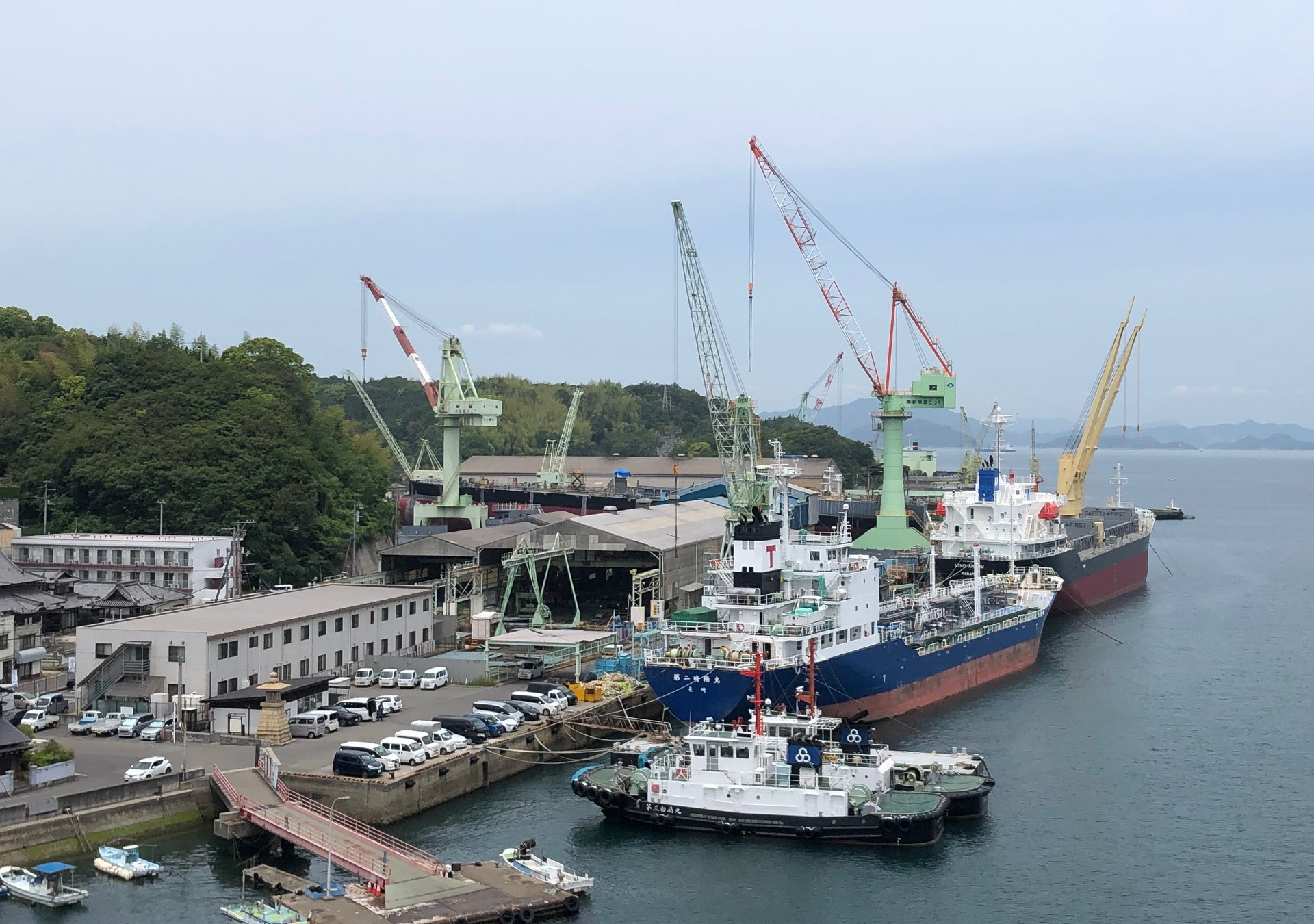
新来島波止浜どっく本社・工場

- オーエーシステムサービス（受託計算、ソフトウェア開発等）
- 奥道後ゴルフ観光（ゴルフ場運営、造船･緑化事業等）
- 大西運輸（トラック貨物輸送業、タクシー運送等）
- 愛媛造船サービス（入出渠作業、曳船作業等）
- カナックス（造船資材･建築資材等の販売･工事請負等）
- クリエイト（水槽試験設備賃貸、設計請負等）
- 新来島宇品どっく（ブロック建造・船舶修繕）
- 新来島エンジニアリング（船舶･機械設計、人材派遣業等）
- 新来島製作所（舶用製品製造）
- 新来島徳島どっく（船舶修繕）
- 新来島豊橋造船（船舶建造）
- 新来島波止浜どっく（船舶建造･修繕）
- 新来島広島どっく（船舶建造）
- 新高知重工（船舶建造、舶用機器製造等）
- ドリームサービス（損害保険･生命保険代理業）
- ゆずえサービス（ホテル運営、旅行代理店業、給食サービス等）
- 新来島サノヤス造船（船舶建造）

### かつてのグループ会社
- 伊予商運 - 1998年より一宮グループの傘下となる。
- 宇和島造船所 - 1985年に工場閉鎖[15]。
- オリエンタルホテル - 1987年にダイエーの傘下となったが1995年の阪神・淡路大震災で被害を受け取り壊しとなる。
- 関西汽船・ダイヤモンドフェリー - 1990年7月に両社とも大阪商船三井（現:商船三井）の傘下となり、2011年10月に両社が合併しフェリーさんふらわあとなる。
- 神戸発動機（現:ジャパンエンジンコーポレーション） - 1989年3月に山田地建の傘下を経て、2004年3月に三菱重工業・三井物産の傘下となる。
- 佐世保重工業 - 1991年にグループ離脱。2014年10月に名村造船所の子会社となる。
- 東邦相互銀行 - 1992年4月1日に伊予銀行が吸収合併し消滅。
- 日刊新愛媛 - 愛媛県の県域地方紙であったが1986年12月31日付で廃刊となる。
- 函館どつく - 1988年にグループ離脱。2007年に名村造船所の子会社となる。
- 奥道後国際観光 - 奥道後温泉の開発・運営を行っていたが観光不況で会社更生法を適用し、2012年より愛知県の海栄館の傘下となる。
- 室戸汽船 - 1990年7月に大阪商船三井（現:商船三井）の傘下となる。1998年に高知シーラインに営業譲渡。

## 主要建造船
フェリー
- さんふらわあ5 - 1973年竣工、日本高速フェリーからブルーハイウェイラインを経てフィリピンへ売却され、当地で火災解体
- さんふらわあ8 - 1973年竣工、日本高速フェリーからブルーハイウェイラインを経てフィリピンへ売却
- さんふらわあ11 - 1974年竣工、日本高速フェリーからブルーハイウェイラインを経てフィリピンへ売却され、当地で沈没
- フェリーくるしま - 1986年竣工、関西汽船からフェリーさんふらわあを経て、現在は松山・小倉フェリー所属
- フェリーはやとも2 - 1986年竣工、関西汽船からフェリーさんふらわあを経て、現在は松山・小倉フェリー所属
- フェリーむろと - 1987年竣工、室戸汽船が運航、航路を継承した高知シーラインの航路廃止後には係船され、後に韓国へ売船
- 蘇州號 - 1992年竣工、上海フェリーが運航、現在は日中国際フェリー所属

貨物船
- アリエス･リーダー - 2014年竣工。日本初のポストパナマックス型自動車専用船。
- 日王丸 - 2012年竣工。
- パシフィック・スパイク - 2014年竣工。世界初の長尺レール（150メートル）運搬専用船。
- SAKURA LEADER - 2020年竣工。新来島豊橋造船建造。日本初のLNG燃料自動車専用船。-シップ・オブ・ザ・イヤー2020受賞  
- PLUMERIA LEADER - 2022年竣工。新来島豊橋造船建造。LNG燃料自動車専用船。

　実習船
- えひめ丸（5代目） - 2002年竣工。愛媛県立宇和島水産高等学校の漁業実習船。えひめ丸事故によって沈没したえひめ丸（4代目）の代替船。

艦船
- 油槽船1号型 - 新来島どっく初の防衛省向けの受注となった[23]。2021年から2022年にかけて進水[24][25]し、2022年に竣工した[26][27]。
  - 油槽船1号 (YOT-01)
  - 油槽船2号 (YOT-02)

## その他
- 映画『仮面ライダーV3対デストロン怪人』（東映、1973年）
  - 特撮テレビドラマ『仮面ライダーV3』（毎日放送）の劇場版。テレビシリーズ第20話・第21話と併せての四国ロケに敷地内が用いられたが、撮影時の大量の火薬による派手な爆破は近隣の民家から爆発事故と間違えられ、警察に通報される騒ぎとなっている[28][要ページ番号]。
- 大西工場敷地内には、松山刑務所の開放的処遇施設である松山刑務所大井造船作業場が開設されている。